# Eurithia armeniaca
Eurithia armeniaca är en tvåvingeart som först beskrevs av Richter 1972.  Eurithia armeniaca ingår i släktet Eurithia och familjen parasitflugor. Inga underarter finns listade i Catalogue of Life.